# Wallenberg: A Hero's Story
Wallenberg: A Hero's Story är en NBC- tv-film från 1985 med Richard Chamberlain i huvudrollen som Raoul Wallenberg, en svensk diplomat som bidrar till att rädda tusentals ungerska judar från Förintelsen. 
Den vann fyra Emmy-priser och nominerades till fem till. 

## Rollsättning
- Richard Chamberlain som Raoul Wallenberg
- Alice Krige som baronesse Lisl Kemeny
- Kenneth Colley som Adolf Eichmann
- Melanie Mayron som Sonja Kahn
- Stuart Wilson som Baron Gabor Kemeny
- Bibi Andersson som Maj von Dardel
- David Robb som Per Anger
- Markera Rylance som Nikki Fodor
- Ralph Arliss som Teicholz
- Keve Hjelm som Jacob Wallenberg
- Jimmy Nail som Vilmos
- Olaf Pooley som Tibor Moritz
- Georgia Slowe som Hannah Moritz
- Guy Deghy som adm. Nikolas Horthy